# Bernard Brethous-Lasserre
Bernard Brethous-Lasserre est un homme politique français né le 11 décembre 1754 à Saint-Sever (Landes) et décédé le 26 mai 1820 au même lieu.

## Présentation
Président du tribunal de Saint-Sever, il est député des Landes en 1815, pendant les Cent-Jours.

### Sources
- « Bernard Brethous-Lasserre », dans Adolphe Robert et Gaston Cougny, Dictionnaire des parlementaires français, Edgar Bourloton, 1889-1891 [détail de l’édition]